# Фларан
Флара́н (фр. Flaran) — бывшее цистерцианское аббатство на юго-западе Франции. Расположено на левом берегу реки Баиз в одном километре на северо-запад от города Валанс-сюр-Баиз (департамент Жер) и в 70 километрах к северо-западу от Тулузы. Основано в 1151 году, многократно перестраивалось, ликвидировано во время революции в 1791 году. Одно из наиболее хорошо сохранившихся средневековых аббатств юго-запада Франции. В настоящее время в монастыре располагаются музейные экспозиции и проводятся культурные мероприятия.

## История
Аббатство Фларан основано как дочерний монастырь цистерцианского аббатства Эскаладьё в 1151 году, принадлежит к линии аббатства Моримон. В 1162 году права монастыря были подтверждены папой Александром II. Монастырь быстро рос, вскоре превратившись в богатого землевладельца, собственника земель по обе стороны Баиза. В середине XIII века монастырь, совместно с графами д’Арманьяк основал на другом берегу реки укреплённый город Валанс-сюр-Баиз. Расцвету монастыря способствовало его местоположение на одной из ветвей пути Святого Иакова (Арль — Тулуза — Олорон) и, как следствие, приток многочисленных паломников, останавливавшихся в нём.

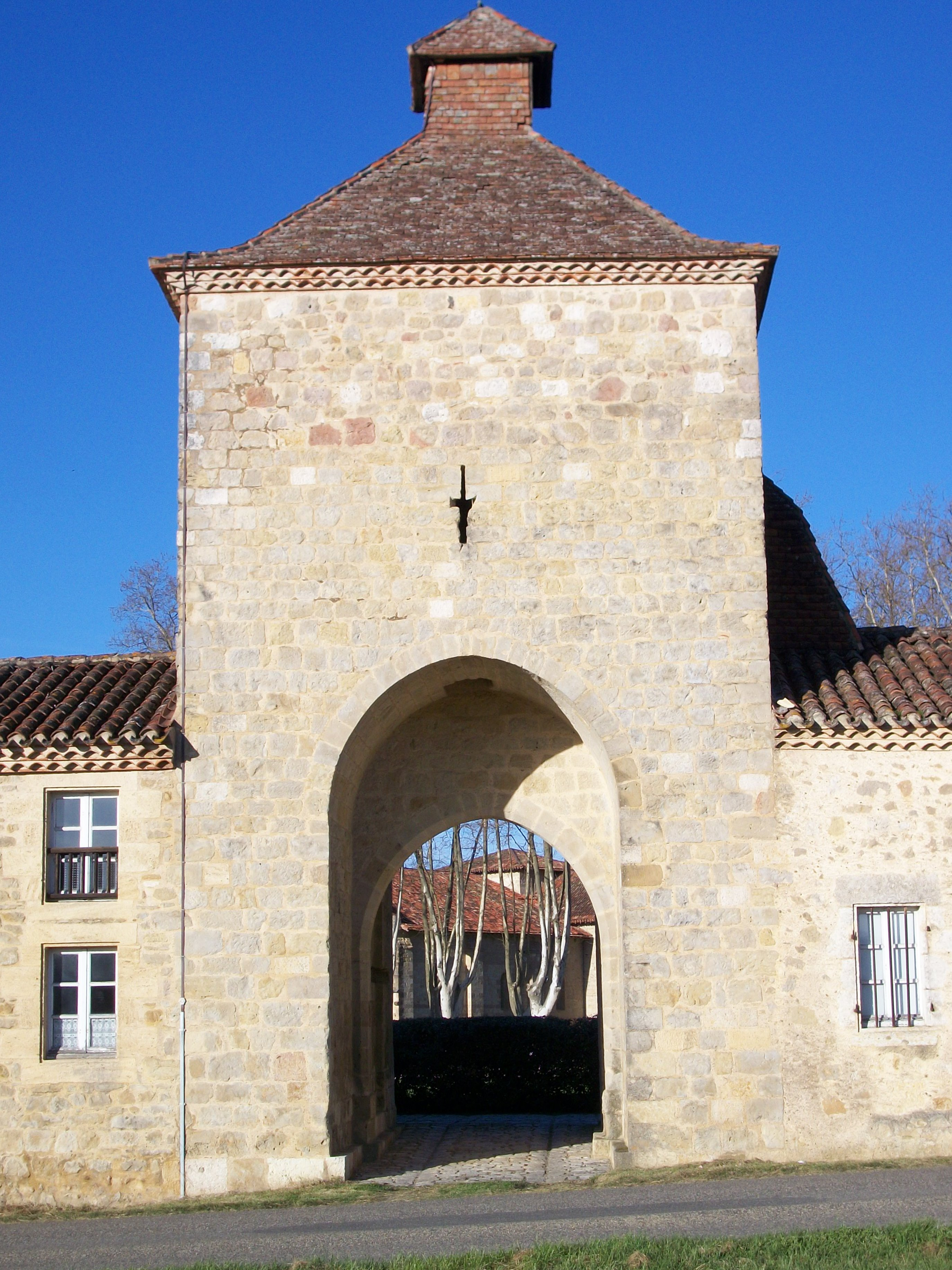
Ворота монастыря

Процветание монастыря закончилось в XIV веке. Сначала он разорялся в ходе Столетней войны, а в 1569 году был сожжён гугенотскими войсками графа Габриэля де Монтгомери в ходе религиозных войн во Франции. В 1573 году монастырь был вновь заселён и постепенно восстановлен, однако попал под режим комменды и былого процветания достичь ему уже не удалось.
К началу Великой французской революции во Фларане оставалось только три монаха. Революционное правительство национализировало Фларан, как и прочие монастыри страны и продало его с молотка. Аббатство оказалось в частных руках, а потом было заброшено.
Лишь в 1972 году весь монастырский комплекс был выкуплен государственными службами депаратамента Жер, после чего была проведена масштабная реставрация. Аббатство превращено в музейный комплекс, где расположены две постоянные экспозиции, посвященные дороге святого Иакова и истории самого аббатства; а также временные выставки. Кроме того, в монастыре проводятся различные культурные мероприятия. С числом посетителей в 50 тысяч человек в год, аббатство Фларан является самым посещаемым культурным объектом департамента Жер.

## Архитектура
В комплекс аббатства входят:

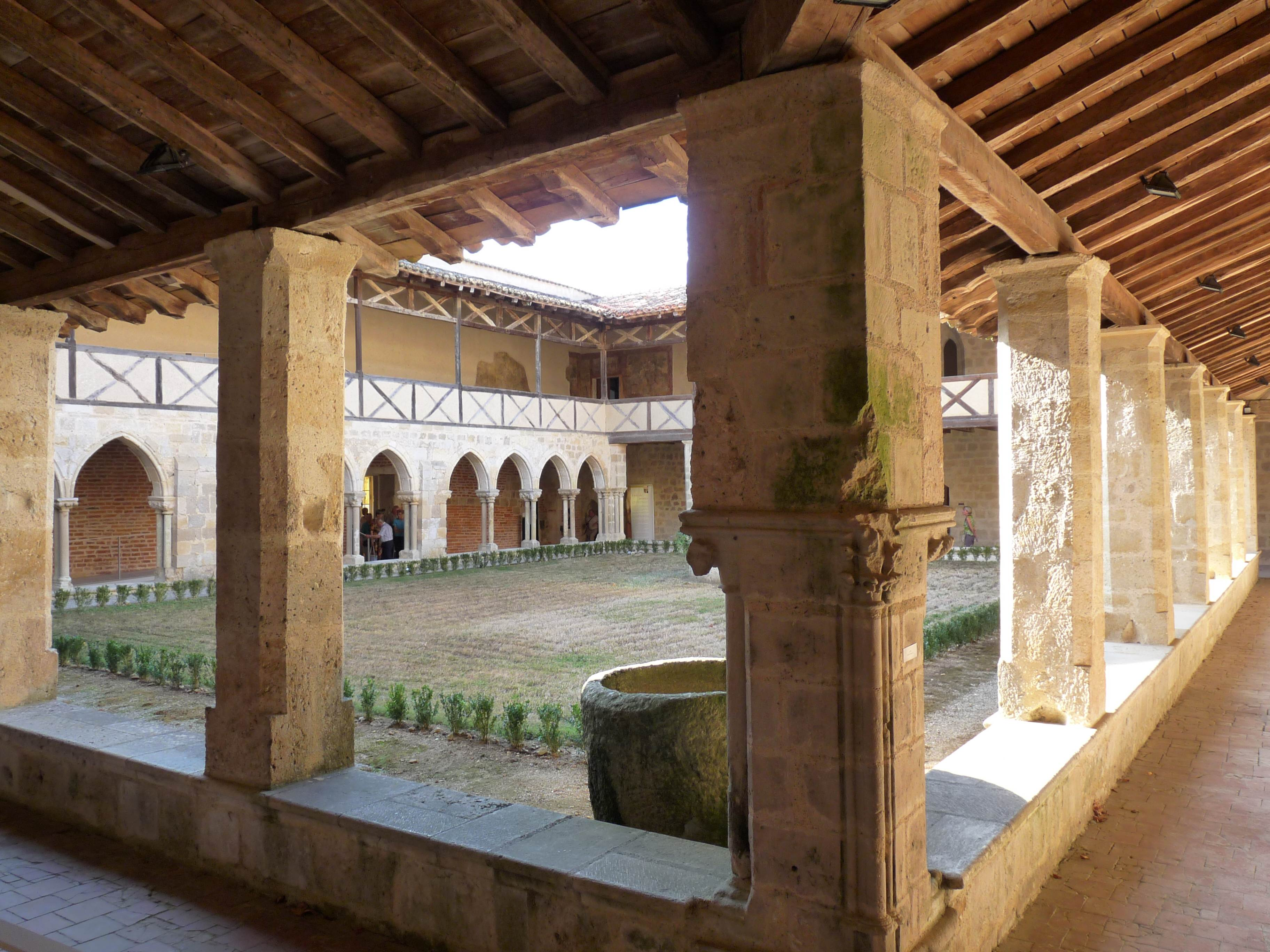
Клуатр

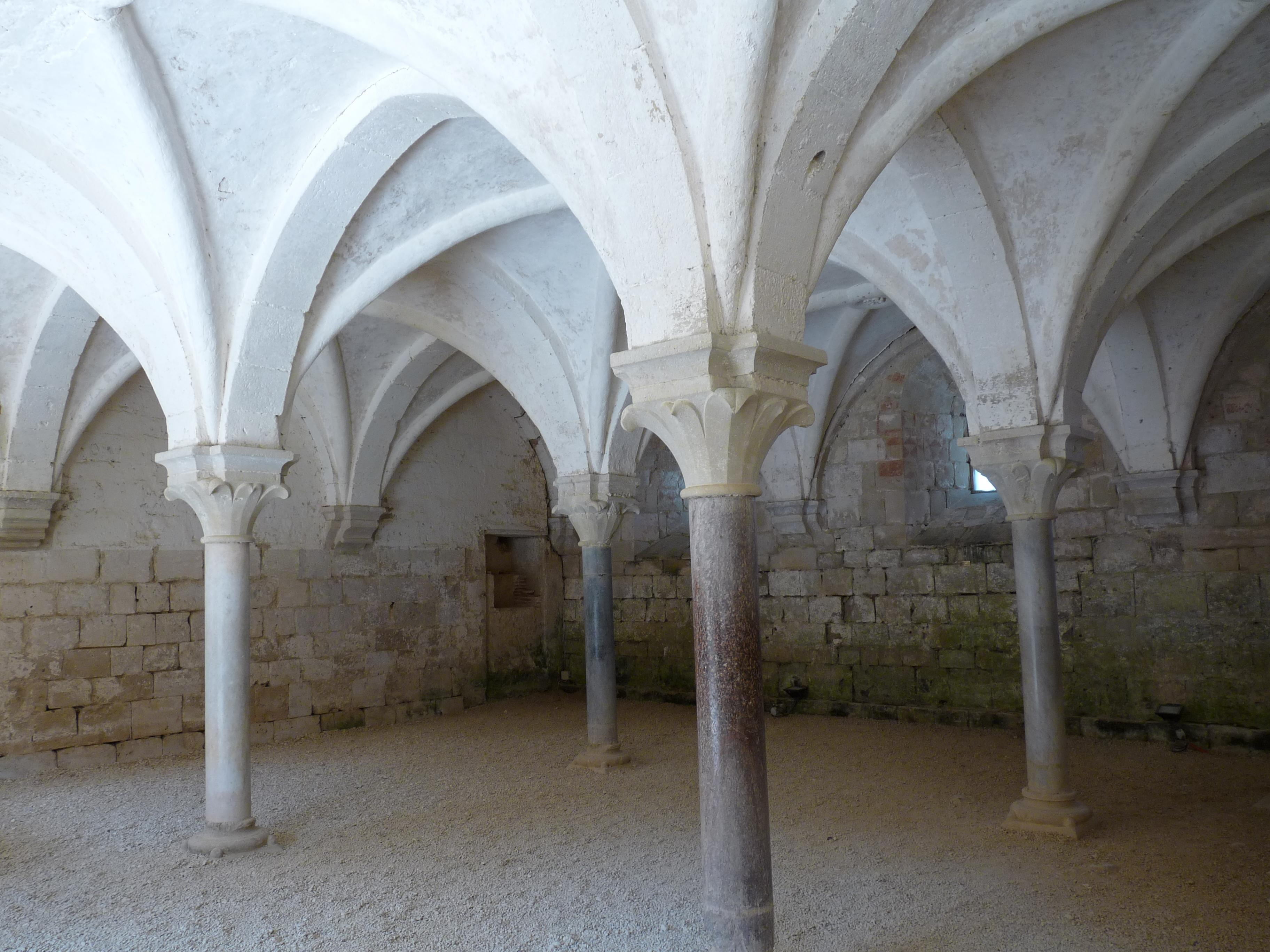
Зал капитулов

- Романская церковь. Церковь составляют главный неф из трёх травей, обрамлённый боковыми проходами, трансепт и полукруглая апсида.
- Клуатр с хорошо сохранившейся романской галереей (XIV век).
- Зал капитулов.
- Дормиторий монахов и ложа аббата (XVIII век)
- Монастырский сад.